# Giovacchino Cantini
Pour les articles homonymes, voir Cantini.
Giovacchino Cantini, né vers 1780 à Florence et mort vers 1844, est un graveur italien.

## Biographie
Giovacchino Cantini naît vers 1780 à Florence. Il est l'élève de Raffaello Morghen.
Il réalise surtout des Gravures de reproduction d'après Batoni, Léonard de Vinci et Vasari.
Il meurt vers 1844.

## Œuvres
- Judith tenant la tête d'Holopherne, d'après C. Allori[1].
- Portrait de Léonard de Vinci[1].
- La Sainte Famille d'après Léonard de Vinci[3].